# Svend Ringsted
Svend Ringsted (Qaqortoq, 30 agosto 1893 – Hillerød, 16 marzo 1975) è stato un calciatore danese, di ruolo difensore.